# Brytyjska administracja Somali Włoskiego
Brytyjska administracja Somali Włoskiego – w latach 1941–49 przejściowa, wojskowa administracja Wielkiej Brytanii na terytorium Somali Włoskiego, powstało po zajęciu przez Brytyjczyków, w toku Kampanii Wschodnioafrykańskiej. W 1949 roku terytorium przeszło pod administrację włoską jako terytorium powiernicze ONZ.